# Nicolas Perrot d'Ablancourt

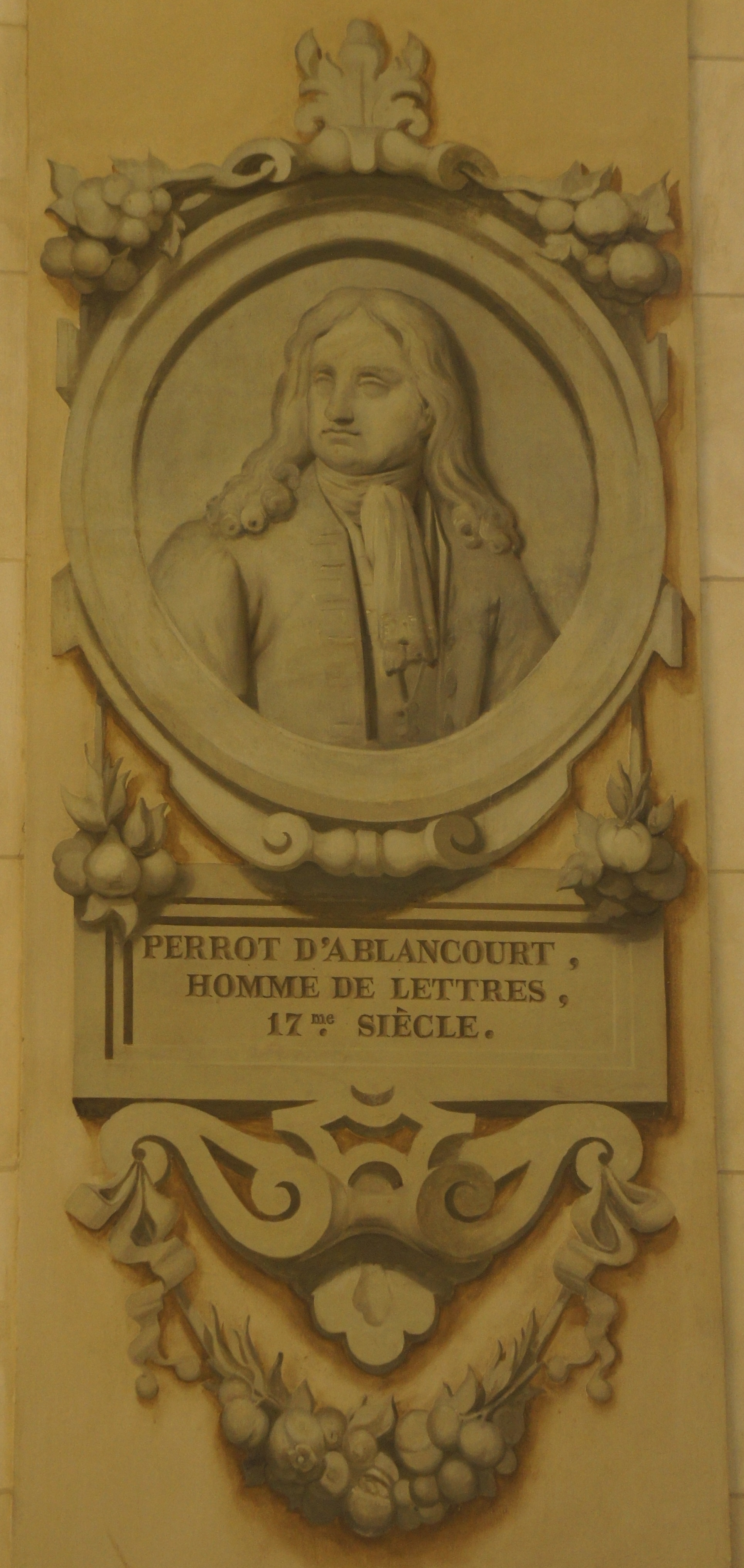
d'Ablancourt.

Nicolas Perrot d'Ablancourt (Châlons-en-Champagne, 1606 — Paris, 1664) foi um linguista e tradutor francês, entrou para a Academia Francesa em 1637. As suas traduções dos clássicos gregos e latinos, esquecidas hoje, tiveram (a de Luciano sobre todas) uma voga brilhante.